# Бегли, Эд (старший)
Эд Бегли (англ. Ed Begley, 25 марта 1901—28 апреля 1970) — американский актёр, лауреат премии «Оскар».

## Биография
Актёрскую карьеру начал в юности с выступлений в радиопостановках. В 1906 году, в возрасте пяти лет, дебютировал на Бродвее. В последующие три десятилетия Эд Бегли добился большого успеха, как на радио, так и на театральной сцене.
В конце 1940-х состоялся его кинодебют, после чего он стал регулярно появляться на большом экране, а также сниматься и на телевидении. В 1956 году актёр стал обладателем премии «Тони» за роль в бродвейской пьесе «Пожнёшь бурю». В 1963 году Эд Бегли удостоился премии «Оскар» за роль Тома Финли в экранизации пьесы Теннесси Уильямса «Сладкоголосая птица юности». Помимо этого у него были успешные роли в фильмах «12 разгневанных мужчин» (1957) и «Непотопляемая Молли Браун» (1964).
Бегли трижды был женат. Его сын от первого брака, Эд Бегли-младший, также как и отец стал актёром.
Эд Бегли умер от сердечного приступа в апреле 1970 года в Голливуде.

## Фильмография
- 1970 — Ужас в Данвиче / Dunwich Horror, The (США)
- 1970 — Дорога на Салину / Road to Salina | La route de Salina (Франция, Италия) — Уоррен
- 1969 — Диснейленд / Disneyland (США)
- 1968 — 1970 — Имя для игры / Name of the Game, The (США)
- 1968 — Огненный ручей / Firecreek (США)
- 1968 — Дикарь на улицах / Wild in the Streets (США)
- 1968 — Вздёрни их повыше / Hang 'Em High (США) — Капитан Уилсон
- 1967 — Предупредительный выстрел / Warning Shot (США)
- 1967 — Мозг ценой в миллиард долларов / Billion Dollar Brain (Великобритания) — Генерал Мидвинтер
- 1967 — Захватчики / The Invaders (США)
- 1966 — Оскар / The Oscar (США)
- 1965-1974 — ФБР / F.B.I., The (США)
- 1965-1970 — Зал славы Hallmark / Hallmark Hall of Fame (США)
- 1965-1969 — Дикий-дикий Запад / Wild Wild West, The (США)
- 1965-1966 — Бонанца / Bonanza (США)
- 1965 — Пожнешь бурю / Inherit the Wind (США)
- 1964 — Непотопляемая Молли Браун / Unsinkable Molly Brown, The (США)
- 1963-1967 — Боб Хоуп представляет / Bob Hope Presents the Chrysler Theatre (США)
- 1963-1967 — Беглец / Fugitive, The (США)
- 1963-1966 — Правосудие Берка / Burke’s Law (США)
- 1962-1965 — Час Альфреда Хичкока / Alfred Hitchcock Hour, The (США)
- 1962-1965 — Доктор Килдэр / Dr. Kildare (США)
- 1962 — Шоу Дика Пауэлла / Dick Powell Show, The (США)
- 1962 — Сладкоголосая птица юности / Sweet Bird of Youth (США)
- 1961-1966 — Бен Кэйси / Ben Casey (США)
- 1961-1965 — Защитники / Defenders, The (США)
- 1959-1966 — Сыромятная плеть / Rawhide (США)
- 1959 — Ставки на завтра / Odds Against Tomorrow (США) — Дэйв Бёрк
- 1957-1960 — Стальной час Соединенных Штатов / United States Steel Hour, The (США)
- 1957 — 12 разгневанных мужчин / 12 Angry Men (США) — Присяжный № 10
- 1956 — Стереотипы (англ. Patterns) (США) — Вильям Бриггс
- 1954-1958 — Кульминация / Climax! (США)
- 1952-2009 — Направляющий свет / Guiding Light, The (США)
- 1952 — Поворотная точка / The Turning Point — Нил Айкелбергер
- 1952 — Одинокая звезда / Lone Star (США) — Энтони Дэммет
- 1952 — На опасной земле / On Dangerous Ground (США)
- 1952 — Криминальная полоса в прессе США / Deadline — U.S.A. (США) — Фрэнк Аллен
- 1951 — Теперь ты на флоте / You’re in the Navy Now (США) — Портовый командир
- 1950 — Осуждённый / Convicted (США) — Маккей, глава Совета по помилованию
- 1950 — Ответный огонь / Backfire (США) — капитан Гарсия
- 1950 — Звезды в моей короне / Stars in My Crown (США) — Лон Бэкетт
- 1950 — Тёмный город / Dark City — Барни
- 1950 — Бродяга в седле / Saddle Tramp (США) — мистер Хартнагл
- 1949 — Талса / Tulsa (США) — Джонни Брэйди
- 1949 — Это случается каждой весною / It Happens Every Spring (США)
- 1949 — Великий Гэтсби / The Great Gatsby (США)
- 1948 — Улица без названия / Street with No Name, The (США)
- 1948 — Ловко устроился / Sitting Pretty (США) — Хэммонд
- 1948 — Извините, ошиблись номером / Sorry, Wrong Number (США)
- 1947 — Тело и душа / Body and Soul (США) :: эпизод (нет в титрах)
- 1947 — Паутина / The Web (США) :: эпизод (нет в титрах)
- 1947 — Бумеранг! / Boomerang! (США)

## Награды
- Тони 1956 — «Лучший актёр в пьесе» («Пожнёшь бурю»)
- Оскар 1963 — «Лучший актёр второго плана» («Сладкоголосая птица юности»)